# Batalla de Sufètula (546)
La batalla de Sufètula va tenir lloc a finals de l'any 546 o principis del 547, a Sufètula a Bizacena, una província de l'Imperi Romà d'Orient, a l'actual Tunísia, en el marc de les guerres romano-amazigues. Va ser lliurada entre les forces romanes, dirigides per Joan Troglita amb aliats amazics, contra els rebels amazics dirigits per Antales. La batalla va acabar en una rotunda victòria romana que va permetre recuperar els estàndards de batalla perduts a la batalla de Cíl·lium el 544.  

## Antecedents
A finals del 546, quan Joan Troglita va arribar a Cartago, la situació era greu. Les tropes imperials, sota Marcenci el dux de Bizacena i Gregori l'Armèni a Cartago, eren escasses i estaven desmoralitzades. Van resistir a les ciutats costaneres, bloquejades pels amazics de Bizacena sota el seu cap Antales, mentre les tribus Laguatan i Austuras de Tripolitana estaven atacant Bizacena amb impunitat. Els esforços diplomàtics, però, van aconseguir la fidelitat dels líders amazics Cutzines i Ifisdeas, que es van unir a l'exèrcit imperial amb diversos milers dels seus homes. A més, els membres de la tribu de les muntanyes Aurès, liderats per Iaudes, es van retirar a Numídia en assabentar-se de l'arribada de Troglita.
A la seva arribada a Cartago, Troglita va reorganitzar les seves tropes, reforçant les forces locals amb els veterans que havia portat amb ell, sobretot arquers a cavall i catafractes, i va marxar a la trobada dels rebels. A la ciutat d'Antònia Castra es van presentar emissaris d'Antales, però Troglita va rebutjar els seus termes i els va empresonar. L'exèrcit romà va marxar a Bizacena, va alleujar les ciutats assetjades i es va unir amb Marcenci. Els rebels, sorpresos pel ràpid avanç de l'exèrcit imperial, es van retirar de nou a l'interior muntanyós i boscós, on van reunir les seves forces sota el lideratge d'Ierna dels Laguatan i Antales. Corip suggereix que esperaven que Troglita no mantingués la seva persecució en ple hivern i que tindrien l'avantatge sobre l'exèrcit imperial en aquest terreny. Troglita va acampar prop de les posicions rebels i va enviar un emisari, Amantius, per portar a Antales els seus termes: el general va oferir amnistia a canvi de sotmetre's de nou a l'autoritat imperial.

## Batalla
Corip narra extensament la batalla posterior, però la seva imitació del vers de Virgili aporta pocs detalls concrets. És evident que va ser una batalla llarga, indecisa i sagnant, que probablement va tenir lloc al sud o a l'est de Sbeitla a finals del 546 o principis del 547. Finalment, els romans es van imposar i van fer retrocedir els rebels, trencant les seves defenses i assaltant el seu campament. Segons Corip, Ierna, que era el gran sacerdot del déu Gurzil, va ser assassinat mentre intentava protegir una imatge del déu. Molts altres líders tribals també van caure, i la resta es va dispersar. Les restes de les tribus tripolitanes van abandonar Bizacena, i Antales es va veure obligat a deposar les armes. A més, molts presoners van ser alliberats del campament rebel, i entre els tresors capturats hi havia els estendards militars perduts per Salomó a Cíl·lium l'any 544. Aquests van ser enviats a Constantinoble, mentre Troglita feia una entrada triomfal a Cartago.

## Conseqüències
Malgrat la victòria, la guerra va continuar viva, i el cap amazic dels Ifuraces (una tribu migratòria de Marmàrica), Carcasà, juntament amb diversos  caps derrotats a Sufètula, com Brutus, van prendre el control de la resta dels exèrcits de la coalició rebel. Va infligir una forta derrota a les forces romanes a la batalla de Marta, però més tard van ser derrotats decisivament a la batalla dels camps de Cató, posant fi a les revoltes amazics i pacificant el nord d'Àfrica.